# Günter Ewald
Günter Ewald mit Amtskette, 1974

Link zum Bild

Günter Ewald (* 1. April 1929 in Steinheim am Main (heute Hanau); † 9. Juli 2015 in Bochum) war ein deutscher Mathematiker. Er war Autor von mehreren Büchern über die Frage nach einem Leben nach dem Tod und den Auferstehungsglauben.

## Leben und Wirken
Ewald studierte Mathematik, Physik, Chemie, Philosophie an der Johannes-Gutenberg-Universität Mainz, wurde 1954 dort bei Robert Furch mit seiner Arbeit über Axiomatischer Aufbau der Kreisgeometrie promoviert, zum Dr. rer. nat. promoviert und lehrte danach in Mainz. Es folgte seine Habilitation in Mathematik. Von 1964 bis 1994 war Günter Ewald Professor für Algebra und Geometrie an der Ruhr-Universität Bochum. Am 15. Oktober 1973 wurde er als Nachfolger von Siegfried Grosse Rektor an der Ruhr-Universität Bochum. Nach zwei Jahren löste ihn am 14. Oktober 1975 Peter Meyer-Dohm von seinem Rektorat ab.
Ewald arbeitete von 1975 bis 1995 im Kuratorium der Evangelischen Zentralstelle für Weltanschauungsfragen (EZW) mit. Von 1975 bis 1989 war er Mitglied des Präsidiums des Deutschen Evangelischen Kirchentages.
Ewald wirkte bei den Vorbereitungen des Besuchs von Wolf Biermann 1976 in der Bundesrepublik Deutschland mit und besuchte ihn als einer der Initiatoren in dieser Zeit zweimal in dessen Wohnung in Ostberlin. Als Biermann am 16. November 1976 von seiner Ausbürgerung aus der DDR erfuhr, war Günter Ewald dessen Gastgeber.
Ab 1977 war er erster Sprecher des Bundes der Religiösen Sozialistinnen und Sozialisten Deutschlands. Er war Mitbegründer eines Sonderforschungsbereiches „Biologische Nachrichtenaufnahme und -Verarbeitung“ (DFG) und hielt Gastvorlesungen in Rom, Zürich (ETH), Vancouver, Kabul, Santiago (Chile) und Valparaiso.
Auch nach seiner Emeritierung 1994 befasste er sich als Mathematiker vor allem mit Geometrie.

## Privates
Günter Ewald heiratete 1976 Hanna Claß. Das Paar hatte fünf Kinder.

## Schriften (Auswahl)

### Mathematik
- Combinatorial convexity and algebraic geometry. Graduate Texts in Mathematics, 168. Springer-Verlag, New York, 1996, ISBN 0-387-94755-8
- Geometrie. Eine Einführung für Studenten und Lehrer, Vandenhoeck und Ruprecht 1997
- Probleme der geometrischen Analysis, Mannheim, Bibliographisches Institut (BI Verlag), 1982
- Geometry. An introduction, Wadsworth Publishing 1971
- mit Herbert Busemann, Geoffrey Shephard: Convex bodies and convexity on Grassmann cones. I–IV. Math. Ann. 151 1963 1–41.

### Nahtod und Auferstehung
- Auf den Spuren der Nahtoderfahrungen, Butzon & Bercker 2012
- Nahtoderfahrungen: Hinweise auf ein Leben nach dem Tod, Topos Plus 2008
- Gehirn, Seele und Computer. Der Mensch im Quantenzeitalter, Wissenschaftliche Buchgesellschaft 2006
- Gibt es ein Jenseits? Auferstehungsglaube und Naturwissenschaften, Topos Plus, 2. Auflage 2003